# Myonycteris
Myonycteris é um gênero de morcegos da família Pteropodidae. Pode ser encontrado na África subsaariana e nas ilhas de Bioko e São Tomé.

## Espécies
- Myonycteris brachycephala (Bocage, 1889)
- Myonycteris relicta Bergmans, 1980
- Myonycteris torquata (Dobson, 1878)